# 超未來愛情
《超未來愛情》(英語: Love in the Future)是美国歌手约翰·传奇的第四张录音室专辑。该专辑由GOOD音乐和哥伦比亚唱片公司于2013年8月30日发行。 该专辑由传奇、肯伊·威斯特和戴夫·托泽执行制作，该专辑由主打四首单曲:《我们以为我们是谁》(Who Do We Think We Are)、《为爱而生》(Made to Love)、《一生所愛》(All of Me) 和《你和我（世上无人）》(You & I (Nobody in the World))。《超未來愛情》得到了音乐评论家的普遍好评。这张专辑在美国公告牌200排行榜上首次排名第四，第一周就卖出了68,000份。